# Phytomyza scaligeriae
Phytomyza scaligeriae är en tvåvingeart som beskrevs av Erich Martin Hering 1967. Phytomyza scaligeriae ingår i släktet Phytomyza och familjen minerarflugor. Inga underarter finns listade i Catalogue of Life.